# Fantasy Filmfest 1997
Das 11. Fantasy Filmfest (1997) fand in der Zeit vom 30. Juli bis 27. August 1997 für jeweils eine Woche in Berlin, Frankfurt, Hamburg, Köln, München und Stuttgart statt.

## Liste der gezeigten Filme
| Titel                                  | Regisseur                          | Sparte                      |
| -------------------------------------- | ---------------------------------- | --------------------------- |
| Spur des Grauens                       | Tim Boxell                         | Premieren                   |
| Bad Taste                              | Peter Jackson                      | Hommage an Peter Jackson    |
| Bernie                                 | Albert Dupontel                    | Sneak Preview               |
| Birth of the Wizard                    | Shimako Sato                       | Premieren                   |
| Black Mask                             | Daniel Lee                         | Premieren                   |
| Bordello of Blood                      | Gilbert Adler                      | Premieren                   |
| Braindead                              | Peter Jackson                      | Hommage an Peter Jackson    |
| Bram Stokers Dracula                   | Francis Ford Coppola               | 100 Jahre Dracula           |
| Bram Stoker: Dark World                | Jamie Dixon                        | Premieren                   |
| City of Industry                       | John Irvin                         | Premieren                   |
| Curdled – Der Wahnsinn                 | Reb Braddock                       | Premieren                   |
| Darklands                              | Julian Richards                    | Premieren                   |
| Liebling, bleib so wie ich bin!        | Megan Simpson Huberman             | Premieren                   |
| Killers                                | David Michael Latt                 | Premieren                   |
| Dobermann                              | Jan Kounen                         | Premieren                   |
| Dracula                                | Terence Fisher                     | 100 Jahre Dracula           |
| Im Körper des Feindes                  | John Woo                           | Sneak Preview               |
| Minnesota                              | Steven Baigelman                   | Premieren                   |
| The Frighteners                        | Peter Jackson                      | Premieren                   |
| Fudoh: The New Generation              | Takashi Miike                      | Sonderscreening             |
| Das Geheimnis der schwarzen Handschuhe | Dario Argento                      | Retrospektive Dario Argento |
| Gonin 2                                | Takashi Ishii                      | Premieren                   |
| Schneewittchen                         | Michael Cohn                       | Premieren                   |
| Ein Mann – ein Mord                    | George Armitage                    | Premieren                   |
| Heavenly Creatures                     | Peter Jackson                      | Hommage an Peter Jackson    |
| Hemoglobin                             | Peter Svatek                       | Premieren                   |
| Henry: Portrait of a Serial Killer 2   | Chuck Parello                      | Premieren                   |
| Hercules                               | John Musker und Ron Clements       | Premieren                   |
| Shanghai Hero – The Legend             | Corey Yuen                         | Premieren                   |
| Das Grauen aus der Tiefe               | Jeff Yonis                         | Premieren                   |
| Kazaam – Der Geist aus der Flasche     | Paul Michael Glaser                | Premieren                   |
| Killer – Tagebuch eines Serienmörders  | Tim Metcalfe                       | Premieren                   |
| Kissed                                 | Lynne Stopkewich                   | Premieren                   |
| Long Twilight                          | Attila Janisch                     | Premieren                   |
| Meet the Feebles                       | Peter Jackson                      | Hommage an Peter Jackson    |
| Mike Mendez’ Killers                   | Mike Mendez                        | Premieren                   |
| Die neunschwänzige Katze               | Dario Argento                      | Retrospektive Dario Argento |
| Nirvana                                | Gabriele Salvatores                | Premieren                   |
| The Odd One Dies                       | Patrick Yau                        | Premieren                   |
| Terror in der Oper                     | Dario Argento                      | Retrospektive Dario Argento |
| Livers Ain’t Cheap                     | James Merendino                    | Premieren                   |
| Retroactive – Gefangene der Zeit       | Louis Morneau                      | Premieren                   |
| Saviour of the Soul                    | Corey Yuen und David Lai           | Premieren                   |
| Scream – Schrei!                       | Wes Craven                         | Opening Night               |
| Space Truckers                         | Stuart Gordon                      | Premieren                   |
| Tod einer Stripperin                   | Gavin Wilding                      | Premieren                   |
| The Stendhal Syndrome                  | Dario Argento                      | Retrospektive Dario Argento |
| Suspiria                               | Dario Argento                      | Retrospektive Dario Argento |
| Das Süße der Fremden                   | Michael Kobs                       | Premieren                   |
| Tenebrae                               | Dario Argento                      | Retrospektive Dario Argento |
| Thinner – Der Fluch                    | Tom Holland                        | Premieren                   |
| The Thousand Wonders of the Universe   | Jean-Michel Roux                   | Premieren                   |
| To Have and to Hold                    | John Hillcoat                      | Premieren                   |
| Two Evil Eyes                          | Dario Argento und George A. Romero | Retrospektive Dario Argento |
| Vampire Journals                       | Ted Nicolaou                       | Premieren                   |
| Vier Fliegen auf grauem Samt           | Dario Argento                      | Retrospektive Dario Argento |
| Wax Mask                               | Sergio Stivaletti                  | Premieren                   |
| Wizard of Darkness                     | Shimako Sato                       | Premieren                   |
| Sólo se muere dos veces                | Esteban Ibarretxe                  | Premieren                   |

Neben dem Langfilmprogramm wurden in den Reihen Illusion, Verführung und Schmerz und Leichenlust und Männerfrust Kurzfilme von u. a. Tim Burton, Jan Kounen und Frank Kaminski gezeigt.